# Recensement de la population en Australie

Logo du recensement par le Bureau australien des statistiques (Australian Bureau of Statistics).

Le recensement de la population en Australie (en anglais Australian Census) est réalisé tous les cinq ans par le Bureau australien des statistiques, situé à Canberra. Le dernier recensement a été effectué en 2021. La participation au recensement est obligatoire.
Des recensements ont eu lieu en 1901, 1911, 1921, 1933, 1947 et 1954, puis la période de cinq ans a été introduite en 1961.

## Histoire
Avril 1911 marque le premier recensement australien national. Les collecteurs de données voyagent à vélo ou à cheval où cela est possible, mais ils se déplacent principalement à pied et couvrent de grandes étendues.